# Шевчук, Валентин Адольфович
Валентин Адольфович Шевчук (3 ноября 1936, Красноярск — 15 ноября 2017, Красноярск, Российская Федерация) — советский и российский тренер по спортивной гимнастике, профессор, почётный гражданин Красноярска.

## Биография
Учился в школе № 12 г. Красноярска, где с четвёртого класса начал заниматься спортивной гимнастикой. В 1953 году окончил Красноярский техникум физической культуры, а в 1961 году — факультет анатомии, физиологии и физической культуры Красноярского государственного педагогического института.
В 1961—1962 годах преподавал на родном факультете КГПИ, с 1963 года заведовал кафедрой спортивных дисциплин Красноярского филиала Новосибирского государственного университета, впоследствии преобразованного в Красноярский государственный университет. С 1984 года — заведующий кафедрой гимнастики КГПИ (с 1993 года — Красноярского государственного педагогического университета).
Преподавательскую деятельность сочетал с тренерской работой. Ещё в период обучения в вузе стал мастером спорта СССР по спортивной акробатике, но как тренер специализировался на подготовке гимнастов. В опубликованных в 2008 году воспоминаниях В. А. Шевчука отмечается, что он подготовил 13 чемпионов и призёров чемпионатов СССР и 14 чемпионов и призёров чемпионатов России.
Наиболее знаменитые ученики В. А. Шевчука — олимпийская чемпионка Елена Наймушина (1980) и обладательница Кубка мира Татьяна Годенко (1986).
После того как Елена Наймушина стала олимпийской чемпионкой, В. А. Шевчука пригласил на беседу в то время первый секретарь Красноярского крайкома КПСС Павел Федирко. «Что вам, Валентин Адольфович, надо»? — спросил он и получил ответ: «Мне лично, Павел Стефанович, не надо ничего, а вот городу Красноярску нужен специализированный гимнастический комплекс». Как вспоминает В. А. Шевчук, уже через 11 месяцев ему вручили символические ключи от нового спортсооружения.
Так в Красноярске возникла гимнастическая школа, где дети обучаются спортивной гимнастике с дошкольного возраста. В находящейся по соседству школе № 71 Красноярска был создан гимнастический класс, где ученики созданной гимнастической школы обучаются общеобразовательным предметам. В 1993 году состоялся первый выпуск гимнастического класса. Из 25 ребят до финиша добрались четырнадцать. Но из них десять — мастера спорта, четверо — кандидаты в мастера. В настоящее время (2014 год) гимнастическая школа имеет официальное наименование МБОУДОД «СДЮСШОР № 1 по спортивной гимнастике имени В. А. Шевчука». В. А. Шевчук являлся директором школы своего имени.

## Научная деятельность
В. А. Шевчук обучался в целевой аспирантуре по физиологии спорта, его научным руководителем являлся зав. кафедрой физиологии Красноярского государственного медицинского института, профессор А. Т. Пшоник. Диссертация была подготовлена к защите, однако научный руководитель умер, и запланированная в Омске защита не состоялась. К тому времени его ученица Елена Наймушина уже вошла в сборную страны, приближалась победная для неё, как потом выяснилось, Московская Олимпиада, тренерская работа захватила В. А. Шевчука, защита диссертации отошла на второй план.
Решением Совмина СССР звание доцента и профессора тренерам присваивалось за высокие достижения в области спорта. В. А. Шевчук вспоминает: «Сначала мне присвоили звание доцента (для этого необходимо подготовить трёх чемпионов страны), а через три года — профессора. И у меня отпала необходимость защиты диссертации».
Вместе с тем в научном багаже В. А. Шевчука насчитывается порядка 15 научно-методических статей. Наиболее широкое признание у общественности получила программа по спортивной гимнастике для групп первого года обучения детских спортивных школ. Она научно апробирована и используется в спортшколах России.

## Основные труды
- Шевчук В. А. Жизнь, отданная гимнастике. — Красноярск: Кларетианум, 2004. — 156 с.
- Программа: Содержание и методы работы со спортивно-оздоровительными группами и группами начальной гимнастической подготовки/ Сост. В. А. Шевчук, Е. Ю. Розин. — Красноярск: РИО КГПУ, 2000. — 72 с.

## Общественная деятельность
Председатель Региональной общественной организации «Красноярская краевая федерация спортивной гимнастики».

## Награды и звания
- Награждён орденом «За заслуги перед Отечеством» I и II степени, медалями: «За трудовое отличие», «За безупречную службу» и др.

- Мастер спорта СССР
- Заслуженный тренер РСФСР (1979)
- Заслуженный тренер СССР (1980)
- Заслуженный работник физической культуры Российской Федерации
- Отличник просвещения СССР (1989)
- Почётный гражданин г. Красноярска (2000)
- Почётный профессор КГПУ им. В.П. Астафьева (2009)